# 斯凯普奥沼泽蜥蜴人
斯凯普奥沼泽蜥蜴人据称是栖息于美國南卡罗来纳州李縣沼泽地以及沼泽附近城镇下水道中的爬虫类神秘动物。

## 描述
蜥蜴人通常被描述为7英尺（2.1）高，两足行走，庞大，被覆黑毛，手、足和脸上是蜥蜴般的皮肤。据说它的每只脚上有3根脚趾每只手上有3根手指。该生物拥有难以置信的足以撕裂车辆的力量。一些目击报告说看到了一条尾巴，虽然在大多数情况下，没有看到尾巴。

## 首次目击
1988年6月29日早间2点，17岁的当地少年克里斯托弗·戴维斯下班后驱车回家途中首次遭遇了该生物。 根据他的记述，戴维斯停在一条靠近的斯凯普奥沼泽的道路上，以更换一个爆裂的轮胎。 当他完成后，他报告说他听到了从他身后传来的一股很重的噪音，转过身来看到了一个跑向他的生物。
戴维斯说，生物设法抓住了车身然后跳上车顶，因为戴维斯为了将它摆脱掉，将车来回开动，它紧紧抓住了车顶。回家后，戴维斯发现汽车的侧视镜严重损坏，在车顶发现了刮痕，但没有其它物理证据证明他的遭遇。
「我回头一看，有什么东西穿过田野向我跑来。大约25码远，我看到了红红的眼睛闪闪发光。我跑进车里，当我锁上它时，那东西抓住了门把手。我可以看到它颈部以下——三个硕大的手指，长长的黑指甲和绿色粗糙的皮肤。它很强壮并且很愤怒。我看着我的镜子，看到一个模糊的身影在移动。我可以看到它的脚趾，然后它跳上我的车顶。我想我听到一阵咕哝声，然后我可以透过前挡风玻璃看到它卷曲在车顶的手指。我加快了速度，突然转向摆脱了这个生物。」
戴维斯的父亲因为报纸上一则奇怪的汽车受损事件而在1988年7月16日带着受惊的儿子去李县治安官办公室，将遭遇告诉了利斯顿·特鲁斯代尔治安官。

## 奇怪的汽车受损事件
在克里斯·戴维斯报告他的遭遇之前，李县警长办公室被叫到一个奇怪的车辆损坏事件的现场。 1988年7月14日上午，代表们来到了于位于南卡罗来纳州比夏普维尔郊区一个名为布朗敦的小型农村社区的住所。当他们到达时，房主汤姆·韦耶和玛丽·韦耶向他们展示了有问题的车辆。警方发现铬铸件从挡泥板上被撕了下来，车子两侧被划伤并带有凹痕，引擎盖标志被打破，天线弯曲，甚至电机的一些电线被撕破了。 经过仔细检查，似乎有一部分的铸件实际上被啃掉，仿佛是一个动物用它的牙齿造成的损害。为了进一步支持动物理论，韦耶一家指出在车上留下了一簇红色的毛发和布满车身的泥泞的脚印。当警长特鲁斯代尔正在侦查车辆时，当地人告诉他可能有另一种离奇的可能性。“当我们在那里看看这种情况，我们得知，布朗敦社区的人看到一个约七英尺高长着红色眼睛的奇怪生物，”特鲁斯代尔告诉我们，“有些人把它描述为绿色，但有些又描述为棕色。 他们认为它可能对发生的事情（汽车受损事件）负责。

## 其它事件
在戴维斯目击事件后的一个月里，又有几起庞大的蜥蜴般生物的目击以及停在靠近沼泽的汽车上发现不寻常的划痕和咬痕的进一步报告。 其中大部分发生于比夏普维尔沼泽地区3英里（5公里）半径范围内。
当时，当地执法官员对蜥蜴人的报告作出的反应引起了人们的关切和怀疑，报告指出，明显可靠的人产生了足够多的目击事件，他们相信他们目击了真实存在的生物，但更像是一只熊而不是一只蜥蜴人。
在戴维斯目击事件两周后，警长的部门做了几个似乎是三趾足印的石膏模型，似乎是三趾足迹——长度约14英寸（36） —— 但当生物学家告诉他们足迹无法归类后，决定不发送给联邦调查局做进一步分析。 根据南卡罗来纳州海洋资源部发言人约翰尼·埃文斯的说法，这些足印既不匹配，也不能被误认为是任何有记录的动物足迹。埃文斯也否认了足印可能是某种形式的突变生物留下的可能性。
目击事件吸引了有兴趣观看这种生物的游客和猎人，附近的无线电台WCOS更是悬赏100万美元捕捉这种生物。 然而，该生物的目击报告在夏天结束时开始下降，是年最后一次可信的目击事件报告于7月。
8月5日，驻扎在肖空军基地的一名飞行员肯尼斯·奥尔向警方提交了一份报告，说他在15号公路上遇到了蜥蜴人，他还开枪打伤了它。 他提交了几个鳞片和少量的血液作为证据。奥尔于两天后推翻了自己的记述，当时他被指控非法携带手枪和向警方提交虚假报告的轻罪。 根据奥尔的说法，他虚构了目击事件，以保持关于蜥蜴人的故事在持续传播。
1990年7月30日，伯莎·布莱瑟斯在从比夏普维尔的一家餐馆驱车回家时和她的五个孩子在斯凯普奥沼泽附近看到一个奇怪的生物。大约下午10:30，他们越过州际公路，接近希科里希尔路的交叉点时，一个高大的身影突然出现，扑向车的乘客一侧。在给李县警长办公室的一份声明中，伯莎描述这个生物很高大，有“人一样的两臂”。她只能看到它的腰部以上部位，但毫无疑问，它很“大”。 在面对它的短暂时间里，伯莎无法分辨出任何清晰的面部细节，但她很确定身体上覆盖着棕色的毛发。“我之前从未见过像它那样的东西，”她告诉警察， “它不是一只鹿或一只熊。 它也绝对不是一个人。

## 当代活动
2005年10月，南卡罗来纳州纽贝里的一名女子向警方报告说，她在家外面看到了两个类似蜥蜴人的生物。负责接待的警官迈克尔·肯尼迪显然被逗乐了，他告诉该名女子这类生物“只是喜欢不时地视察人类。”
2008年2月，南卡罗来纳州比夏普维尔的一对夫妇鲍勃·罗森和迪克西·罗森报告了他们的车出现的奇怪损伤、血迹和一些他们的猫的失踪情况。根据损坏的样子，有人声称这是蜥蜴人的“回归”。 来自罗森一家汽车的血迹被送往加利福尼亚的兽医实验室，检测发现是来自家犬。李县警长E.J.梅尔文认为它是一只土狼或狼。 在罗森一家的事件发生后不久，李县警长E.J.梅尔文在罗森家附近的某处发现了一头死牛和一只死土狼。
2010年，在电视节目《终极真相》中，乔希·盖茨和他的团队发现了蜥蜴人的脚印，他们声称其为一个骗局，并断定这个生物是捏造的。
正如《终极真相》所指出的那样，蜥蜴人已经成为当地广泛的商品推销焦点。
2011年，南卡罗来纳州比夏普维尔居民利昂和阿达·马歇尔报告说，他们的车被某种动物损伤了。 前李县警长表示，汽车的损害看起来很像早期事故造成的损害。弗莱彻·威廉姆斯检查了汽车，并猜测牙齿对损伤负责，好像汽车被“嚼过”一样。为了进一步揭示动物为破坏者，从”车辆前部的前乘客门到驾驶员门“和在废弃的保险杠材料条上可见清楚的唾液痕迹。 他还发现了很长的白色和棕色毛发。

在2014年，克里斯·戴维斯的蜥蜴人目击事件在电视节目《美国的怪物与神秘事物》中被重新审视。2014年7月，历史频道的《遠古外星人》提到了一个关于蜥蜴人的目击的故事。
2015年8月2日，只能确定名字为萨拉的女人声称她在礼拜日走出教堂时用手机拍到了蜥蜴人的一张照片。照片发生病毒式传播后不久，一个希望保持匿名的猎人发布了他在同一区域附近的树林中拍摄的长达25秒的视频，视频显示了一个黑暗的身影短暂地穿过了远处的树木。他声称该视频拍摄于5月，此后一直作为秘密没有公开，直到萨拉释出她的照片。

## 书籍
- 《蜥蜴人：比夏普维尔怪物的真实故事》：莱尔·布莱克本所做，出版于2013年。 [8]